# Holy Sh!t
Holy Sh!t is een Vlaamse coming-of-age-serie uit 2025 geregisseerd door Geoffrey Enthoven en geschreven door Nore Maatala. In de serie speelt Mona Mina Leon als Yasmine De Laet, een meisje met het syndroom van Gilles de la Tourette die de job als lerares aanneemt. Haar vocale tics, van random vloekwoorden en zinnen, verstoren de lessen en leveren haar spot op bij de collega's en gelach bij de  leerlingen.

## Verhaal
Yasmine, een twintiger met het Tourette-syndroom, leidt een teruggetrokken leven bij haar zorgende, maar overbeschermende moeder. Haar enige echte verbinding is haar beste jeugdvriendin Kim, die aan haar zijde staat sinds ze negen jaar oud was. Aanvankelijk geeft ze bijles fysica aan leerlingen, maar ervaart vocale tics wanneer ze gefilmd wordt. Wanneer de gênante video wordt uitgelekt, wordt ze per direct ontslagen. Haar moeder Christine probeert haar alsnog te overtuigen om arbeidsongeschiktheid aan te vragen. Toch droomt ze om lerares te worden — een droom die haar ertoe duwt om haar angsten onder ogen te zien, buiten de afgeschermde wereld te treden, en voor haarzelf op te komen.
Yasmine en Kim kiezen om samen te wonen en al snel wordt Yassie aangenomen als interim-leerkracht voor zeven maanden. In haar eerste les wordt ze gestoord door haar tics, wat de leerlingen aan het lachen zet en haar collega-leraren verafschuwen. De school, geleid door een strenge directeur, vraagt haar af of ze wel geschikt is voor de rol. De leraren bespotten haar achter haar rug. In verlegenheid gebracht, maar veerkrachtig, worstelt Yasmine om haar kalmte te houden, haar tics verergeren onder druk. Echter vinden haar leerlingen haar ongefilterde eerlijkheid fantastisch. 
Terwijl ze vecht met Gregory, de nieuwe vriend van haar bestie Kim, leert ze dat haar verloren vader is teruggekeerd. Ze gaat op zoektocht naar hem en ontdekt dat hij terminaal ziek is. Ondertussen ontmoet ze haar stiefzus Sirine en de rest van haar gastvrije Marokkaanse familie. Yass krijgt ook te weten waarom haar vader haar verliet in haar jeugd.

## Rolverdeling
- Mona Mina Leon als Yasmine De Laet
- Ella-June Henrard als Kim
- Ini Massez als Christine De Laet
- Ben Segers als Gerard Van Der Sloot
- Nabil Mallat als Khalid Idrissi
- Saar Rogiers als de jonge Yasmine
- Bart Hollanders als Peter
- Vincent Van Sande als Gregory
- Dominique Van Malder als Laurent Vercammen
- Afida Tahri als Henna
- Roda Fawaz als Abdulmalek Idrissi
- Nora Dari als Sirine Idrissi
- Zakaria Tourirou als Kamal
- Roman Olaf Enthoven als Arto
- Cécile Enthoven als Stefanie
- Leen De Veirman als Liliane
- Anouak David als Mevrouw Coninckx
- Elina Boutahari als Karima

## Productie
De productie van de serie startte in oktober 2024 door Fobic Films. De filmopnames gingen van start in Antwerpen en vonden plaats op verschillende locaties in Vlaanderen. Er werd gefilmd tot het einde van het jaar. De inspiratie werd gehaald uit de Channel 5-documentaire The Teacher with Tourette. Voor het personage Yasmine zo goed mogelijk weer te geven werd samengewerkt met IkTic-Jetique en Belgian Tourette Syndrome Association.

## Release
Holy Sh!t ging op 28 april 2025 in première op het Canneseries-festival, buiten competitie. De release voor het publiek gebeurde op 28 mei 2025 op Streamz.

## Ontvangst
Tom Raes van Humo prees Mona Mina Leon voor haar acteerwerk en noemde het  "lachen, en je daarna schamen omdat je moest lachen". Phebe Somers van Krant van West-Vlaanderen, die het Tourette-syndroom heeft, had drie dagen na het kijken van de eerste aflevering last van herkenbare nekverrekking van het hoofdpersonage.